# فهرست بیمارستان‌های شیراز
این مقاله فهرست بیمارستان‌های شیراز است.

## بیمارستان‌ها
| ردیف | نام بیمارستان                            | نوع تخصص                                       | وضعیت                    | آدرس                                                       | تلفن              |
| ---- | ---------------------------------------- | ---------------------------------------------- | ------------------------ | ---------------------------------------------------------- | ----------------- |
| ۱    | بیمارستان نمازی                          | عمومی                                          | دولتی                    | شیراز، میدان نمازی                                         | ۶۴۷۴۳۳۱–۵۱        |
| ۲    | بیمارستان شهید فقیهی                     | عمومی                                          | دولتی                    | شیراز، بلوار کریم‌خان زند، روبروی خیابان شهید فقیهی         | ۹–۲۳۵۱۰۹۰         |
| ۳    | بیمارستان دکتر چمران                     | ارتوپدی، جراحی مغز و اعصاب                     | دولتی                    | شیراز، بلوار شهید چمران                                    | ۶ – ۶۲۴۰۱۰۱       |
| ۴    | بیمارستان خلیلی                          | چشم، گوش و حلق و بینی                          | دولتی                    | شیراز، خیابان خلیلی                                        | ۵–۶۲۶۷۳۶۳         |
| ۵    | بیمارستان حافظ                           | زنان و زایمان، روانپزشکی، روماتولوژی           | دولتی                    | شیراز، ابتدای بلوار شهید چمران                             | ۶–۶۲۷۱۵۳۱         |
| ۶    | بیمارستان حضرت زینب (زینبیه)             | زنان و اطفال، جراحی زنان و اطفال               | دولتی                    | شیراز، پل دفاع مقدس                                        | ۱۹–۷۲۶۶۸۱۱        |
| ۷    | بیمارستان حضرت علی‌اصغر                   | داخلی                                          | دولتی                    | شیراز، خیابان مشکین‌فام                                     | ۸–۲۲۴۸۶۰۳         |
| ۸    | بیمارستان قطب‌الدین شیرازی                | سوختگی                                         | دولتی                    | شیراز، دروازه کازرون، خیابان فخرآباد شرقی                  | ۲–۸۲۱۹۶۴۱         |
| ۹    | بیمارستان ابن سینا                       | اعصاب و روان                                   | دولتی                    | شیراز، خیابان قرآن                                         | ۳–۲۲۸۹۶۰۱         |
| ۱۰   | بیمارستان شهید دستغیب                    | اطفال، چشم، گوش و حلق و بینی، هموفیلی، تالاسمی | دولتی                    | شیراز، خیابان حافظ، جنب باغ ملی                            | ۶–۲۲۸۸۰۶۴         |
| ۱۱   | بیمارستان قلب الزهرا و کودکان شهید حجازی | کودکان، قلب و عروق، CCU                        | دولتی                    | شیراز، بلوار سیبویه، سه‌راه آستانه                          | ۱۴–۷۳۹۸۸۱۱        |
| ۱۲   | بیمارستان مادر و کودک شوشتری             | مامایی و زایمان طبیعی                          | دولتی                    | شیراز، خیابان دکتر شریعتی                                  | ۲۳۳۳۰۸۷–۲۳۳۳۳۳۲   |
| ۱۳   | بیمارستان اعصاب و روان استاد محرری       | اعصاب و روان                                   | دولتی                    | شیراز، ۱۶ کیلومتری جادهٔ شیراز–مرودشت                       | ۰۷۱۳۲۶۰۵۶۷۹       |
| ۱۴   | دکتر خدادوست                             | چشم‌پزشکی                                       | خصوصی                    | شیراز، میدان زرگری                                         | ۶۲۷۷۵۹۳–۶۲۷۷۰۷۰   |
| ۱۵   | بیمارستان شهید بهشتی                     | عمومی                                          | وابسته به تأمین اجتماعی  | شیراز، پل ولی‌عصر                                           | ۵–۲۲۴۹۲۰۱         |
| ۱۶   | بیمارستان مسلمین                         | تخصصی و فوق تخصصی                              | وابسته به سپاه           | شیراز، خیابان خیام                                         | ۳۲۳۳۳۳۵۵–۳۲۱۳۵۰۰۰ |
| ۱۷   | بیمارستان ۵۷۶ ارتش                       | عمومی                                          | وابسته به ارتش           | شیراز، چهارراه باغ تخت                                     | ۲۲۲۷۴۱            |
| ۱۸   | بیمارستان روانپزشکی جنت                  | اعصاب و روان                                   | وابسته به بنیاد جانبازان | شیراز، بلوار امیرکبیر                                      | ۸۲۲۶۳۶۲           |
| ۱۹   | شهید مظفری                               | عمومی                                          | سازمان امور زندان‌ها      | شیراز، بلوار عدالت، زندان عادل‌آباد                         |                   |
| ۲۰   | بیمارستان دکتر میر                       | عمومی                                          | خصوصی                    | شیراز، خیابان عفیف‌آباد                                     | ۶۲۶۰۰۹۹           |
| ۲۱   | بیمارستان پارس                           | عمومی                                          | خصوصی                    | شیراز، خیابان قصردشت                                       | ۲۳۳۶۰۰۶           |
| ۲۲   | بیمارستان شهر                            | عمومی                                          | خصوصی                    | شیراز، خیابان مشیر فاطمی                                   | ۲۳۳۷۹۰۵           |
| ۲۳   | بیمارستان دکتر میرحسینی                  | عمومی                                          | خصوصی                    | شیراز، بلوار هجرت، روبروی خیابان عبیرآمیز                  | ۵–۲۲۸۴۴۳۳         |
| ۲۴   | بیمارستان علوی                           | عمومی                                          | خصوصی                    | شیراز، خیابان تختی                                         | ۲۲۴۷۳۶۰           |
| ۲۵   | بیمارستان کسری                           | ارتوپدی، زنان و زایمان                         | خصوصی                    | شیراز، خیابان ۳۰ متری سینما سعدی                           | ۲۳۳۹۹۶۶ – ۲۳۰۴۷۳۱ |
| ۲۶   | بیمارستان ایران                          | عمومی                                          | وابسته به نیروی انتظامی  | شیراز، خیابان لطفعلی‌خان زند                                | ۲۳۳۲۳۷۰           |
| ۲۷   | بیمارستان دکتر فرهمندفر                  | عمومی                                          | خصوصی                    | شیراز، خیابان قصردشت، گودگری                               | ۶۲۶۴۷۴۸           |
| ۲۸   | بیمارستان شفا                            | عمومی                                          | خصوصی                    | شیراز، خیابان قصردشت، گودگری                               | ۶۲۶۴۷۴۸           |
| ۲۹   | بیمارستان مشیر (دکتر پرهیزگار)           | گوش و حلق و بینی                               | خصوصی                    | شیراز، میدان آزادی، ابتدای خیابان ابریشمی                  | ۲۲۹۷۴۹۵           |
| ۳۰   | بیمارستان اردیبهشت                       | عمومی                                          | خصوصی                    | شیراز، بلوار شهید چمران                                    | ۵ – ۶۲۸۴۸۲۱       |
| ۳۱   | بیمارستان دنا                            | عمومی                                          | خصوصی                    | شیراز، بلوار شهید مطهری                                    | ۴ – ۶۲۸۰۴۱۱       |
| ۳۲   | بیمارستان مرکزی                          | عمومی                                          | تخصصی                    | شیراز، بلوار شهید چمران                                    | ۲۶ – ۶۲۸۴۴۱۱      |
| ۳۴   | بیمارستان اعصاب و روان پرتو              | اعصاب و روان، ترک اعتیاد                       | خصوصی                    | شیراز، شهرک گلستان، بلوار دهخدا، خیابان شهید زارعی، کوچهٔ ۱ | ۰۷۱۳۶۲۱۴۱۸۸       |
| ۳۵   | بیمارستان کوثر                           | قلب                                            | خیریه                    | شیراز، خیابان میرزای شیرازی، بعد از زیرگذر شاهد            |                   |

۳۶_بیمارستان دوران متعلق به نیروی هوایی ارتش